# 6e division de cavalerie (France)
Pour les articles homonymes, voir 6e division.
La 6e division de cavalerie est une division de cavalerie de l'armée de terre française qui a participé à la Première Guerre mondiale. Au début du conflit, la division est localisée sur le front de Lorraine. Au cours du mois de septembre, la division est déplacée sur la Marne et participe à la bataille de la Marne puis à la course à la mer. Elle combat sur le front des Flandres. Jusqu'en 1918, la division est localisée en Lorraine où elle tient une partie du front avec des troupes territoriales. Au cours de l'année 1918, la 6e division participe aux batailles de la Lys et de l'Aisne avant de participer au cours de l'été aux combats offensifs de la Somme et dans les Flandres. À la fin de la guerre, la division a franchi l'Escaut.

## Création et différentes dénominations
- 6e division de cavalerie
- 1er janvier 1924 : Devient la 6e division légère

## Les chefs de corps
- 1853 - 1860 : Maurice de Partouneaux
- 5 mars 1879 - 4 mars 1889 : général de Boërio
- 7 février 1888 - 15 juillet 1891 : général Robillot
- 21 juillet 1891 : général de Lignières
- 18 avril 1895 - 10 mai 1899 : général de Boysson (Bernard Charles Claire Joseph Marie)
- 10 mai 1899 - 30 décembre 1901 : général du Bois de Beauchesne
- 30 décembre 1901 - 1er août 1905 : général Oudard
- 17 octobre 1908 : général Gérard Amanrich (1852-1929)
- 26 décembre 1910 - 11 novembre 1911 : général Gallet
- mobilisation : général Le Villain
- 27 août 1914 : général de Mitry
- 30 septembre 1914 : général Requichot
- 5 avril 1917 - 7 février 1919 : général Mesplé
- 16 février 1919 : général Brécard
- 7 juillet 1922 - 20 avril 1925 : général Le Gouvello
- 25 mai 1925 - 5 mai 1929 : général Destremau

## La Première Guerre mondiale

### Composition
- 5e brigade de cuirassiers - Lyon. Cette brigade et disloquée en août 1916

7e régiment de cuirassiers - Lyon
10e régiment de cuirassiers - Lyon
9e régiment de hussards - Chambéry
- 6e brigade de dragons - Lyon

2e régiment de dragons - Lyon
14e régiment de dragons - Saint-Étienne
3e régiment de chasseurs à cheval - Clermont-Ferrand
- 6e brigade de cavalerie légère - Tarascon

13e régiment de chasseurs à cheval - Vienne
6e régiment de hussards - Marseille
11e régiment de hussards - Tarascon
- 14e brigade de Dragons - Dijon, à partir de janvier 1917[4].

17e régiment de dragons - Auxonne
26e régiment de dragons - Dijon
- 6e groupe cycliste du 13e bataillon alpin de chasseurs à pied
- 4e groupe à cheval du 54e régiment d'artillerie de campagne
- Sapeurs cyclistes du 4e régiment du génie
- Groupes d'automitrailleuses et autocanons : 8e, 14e et 17e  GAMAC

### Historique

#### 1914
- Mobilisée dans la 14e région.
- 1er - 2 août : transport dans la région de Charmes.
- 2 - 17 août : en couverture sur Avricourt.
- 17 - 21 août : offensive sur Sarrebourg ; engagée dans la bataille de Sarrebourg.
- 21 août - 8 septembre : repli vers Rozelieures ; engagée dans la bataille de la Mortagne. Combat le 25 août.
- 8 - 17 septembre : transport par V.F. dans la région de Ramerupt. Engagée dans la première bataille de la Marne, puis poursuite jusque dans la région de Suippes, Souain.
- 17 septembre - 6 octobre : retrait du front ; repos au sud-est de Châlons-sur-Marne. Le 3 octobre, transport par V.F. dans la région d'Hazebrouck.
- 6 - 16 octobre : engagée dans la première bataille des Flandres. Combats sur la Lys et vers Cassel.
- 16 octobre - 16 novembre : engagée dans la bataille de l'Yser, puis dans la bataille d'Ypres. Combats vers Roulers, Passchendaele, Zonnebeke et Langemark.
- 16 novembre 1914 - 13 janvier 1915 : retrait du front ; repos vers Bergues. À partir du 22 novembre, transport par V.F. dans la région de Compiègne.

#### 1915
- 13 - 25 janvier : mouvement vers le nord de Villers-Cotterêts, puis retour vers Compiègne ; repos.
- 25 janvier - 9 mai : transport par V.F. dans la région de Belfort et occupation d'un secteur immédiatement au nord du canal du Rhône au Rhin.
- 9 mai - 27 juin : retrait du front ; transport par V.F. dans la région de Saint-Pol ; repos.
- 27 juin - 31 août :  transport par V.F. vers Bruyères et Saint-Dié (éléments en secteur vers Saint-Dié).
- 31 août - 7 octobre : transport par V.F. dans la région de Ligny-en-Barrois. Tenue prête à intervenir, en vue de la poursuite dans la seconde bataille de Champagne (éléments en secteur, à partir du 1er octobre vers Tahure).
- 7 - 24 octobre : repos vers Givry-en-Argonne, puis vers Revigny.
- 24 octobre - 4 novembre : mouvement vers la région de Lunéville.
- 4 novembre 1915 - 10 avril 1916 : occupation (avec des éléments territoriaux) d'un secteur entre le Sânon et la lisière sud de la forêt de Parroy. À partir du 27 décembre ; repos. À partir du 11 février, occupation d'un nouveau secteur entre le Sânon et Bezange-la-Grande.

#### 1916
- 10 avril - 28 mai : retrait du front et repos vers Lunéville (éléments maintenus en secteur vers Parroy).
- 28 mai - 23 juillet : mouvement vers le front et occupation d'un secteur entre le Sânon et Bezange-la-Grande.
- 23 juillet - 18 août : retrait du front ; repos et instruction dans la région de Charmes.
- 18 août - 28 décembre : occupation d'un secteur entre la Chapelotte et la Vezouze.
- 28 décembre 1916 - 25 mars 1917 : retrait du front ; mouvement par étape et transport par V.F. dans la région de Belfort ; instruction, travaux et couverture sur la frontière suisse.

#### 1917
- 25 mars - 16 avril : transport par V.F. dans la région de Fère-Champenoise ; à partir du 8 avril, mouvement vers le front.
- 16 avril - 1er mai : tenue prête, vers Bouffignereux, à intervenir, en vue de la poursuite dans la bataille du Chemin des Dames, non engagée (du 17 au 28 avril, éléments engagés sur la cote 108).
- 1er - 20 mai : repos dans la région d'Avize et d'Épernay.
- 20 mai - 9 juillet : mouvement vers le front et occupation d'un secteur vers Loivre et au nord.
- 9 juillet - 3 août : retrait du front. À partir du 14 juillet, mouvement vers la région de Crécy-en-Brie ; repos.
- 3 août - 8 octobre : mouvement vers Fère-Champenoise (éléments en secteur dès le 10 août). À partir du 25 août, occupation (avec des éléments des 2e, 4e DC) d'un secteur entre les abords est de Reims et la ferme des Marquises. À partir du 25 septembre ; repos (éléments maintenus en secteur jusqu'au 8 octobre).
- 8 octobre - 1er novembre : retrait du front ; mouvement vers la région de Corbeil ; repos.
- 1er novembre - 28 décembre : mouvement vers le front et à partir du 25 novembre occupation (avec des éléments des 2e, 4e DC) d'un secteur entre les abords est de Reims et la ferme des Marquises.
- 28 décembre 1917 - 11 février 1918 : retrait du front ; repos vers Sézanne (éléments en secteur jusqu'au 21 janvier).

#### 1918
- 11 février - 19 mars : mouvement vers Arpajon ; repos.
- 19 mars - 12 avril : mouvement vers Romilly-sur-Seine ; à partir du 24 mars, mouvement vers les régions de Saint-Just-en-Chaussée, de Crèvecœur-le-Grand et d'Aumale ; stationnement.
- 12 avril - 6 mai : mouvement à marche forcée vers le nord. À partir du 16 avril, engagée dans la troisième bataille des Flandres. Combats des monts des Flandres.
- 6 - 28 mai : retrait du front ; reconstitution vers Saint-Omer, puis mouvement vers Neufchâtel-en-Bray ; repos et instruction.
- 28 mai - 6 juin : mouvement vers Meaux. À partir du 1er juin, engagée dans la troisième bataille de l'Aisne, défense des passages de l'Ourcq.
- 6 juin - 12 juillet : retrait du front ; mouvement vers le sud de Beauvais ; repos.
- 12 - 18 juillet : mouvement vers Crécy-en-Brie, puis vers Compiègne.
- 18 - 31 juillet : engagée dans la seconde bataille de la Marne. Combats de Sergy et de Fère-en-Tardenois.
- 31 juillet - 9 août : retrait du front, mouvement vers Bonneuil-les-Eaux ; repos.
- 9 -12 août : engagée dans la troisième bataille de Picardie, opération dans la région de Roye.
- 12 août - 18 septembre : retrait du front, repos au nord de Beauvais.
- 18 - 28 septembre : mouvement vers la région de Saint-Omer, puis vers celle de Proven.
- 28 septembre - 2 octobre : engagée dans la bataille des Crêtes de Flandres, vers Langemark.
- 2 - 12 octobre : retrait du front ; repos vers Elverdinge.
- 12 - 28 octobre : éléments légers engagés dans la poursuite, puis à partir du 20 octobre dans la bataille de la Lys.
- 28 octobre - 10 novembre : retrait du front ; repos vers Coolscamps.
- 10 - 11 novembre : engagée dans la Bataille de l'Escaut ; franchissement de l'Escaut et poursuite.

## Entre-deux-guerres
En 1925, la division a son état-major à Lyon et est organisée comme suit :
- 1re brigade de cuirassiers - Lyon.

4e régiment de cuirassiers - Lyon
9e régiment de cuirassiers - Lyon
9e régiment de hussards - Chambéry
- 6e brigade de dragons - Moulins

1er régiment de dragons - Moulins
2e régiment de dragons - Lyon
- 2e brigade de spahis - Vienne

7e régiment de spahis - Orange
9e régiment de spahis - Vienne
- 6e groupe de chasseurs cyclistes[réf. souhaitée]